# Daniel Suhonen
Daniel Suhonen, född 18 april 1979 i Brännkyrka församling, Stockholm, är en svensk debattör, författare och chef för tankesmedjan Katalys.

## Biografi
Daniel Suhonen växte upp i i ett arbetarklasshem i Stockholmsförorten Västertorp. Han har studerat ekonomisk historia, idéhistoria och sociologi vid Stockholms universitet. År 1998 deklarerade han att han var marxist.
Suhonen har varit redaktör för SSU:s tidskrift Tvärdrag och han har också varit bland annat studiesekreterare, studieledare och samordnare på Arbetarnas bildningsförbund i Stockholm. Han medverkar i olika medier som vänstersocialdemokratisk debattör samt har medverkat på bland annat Aftonbladets och Dagens Nyheters kultursidor. Han har även varit styrelseordförande i Stockholms Stadsteater. Under 2011 var han informell talskrivare åt Håkan Juholt under dennes tid som socialdemokratisk partiledare.
Suhonen var 2011–2013 chefredaktör för den socialdemokratiska idé- och debattidskriften Tiden. Sedan 2013 är han chef för tankesmedjan Katalys. I oktober 2014 gav Suhonen ut Partiledaren som klev in i kylan, i vilken han hävdar att det var konspirationer inom partitoppen som tvingade bort Håkan Juholt från partiledarposten för Socialdemokraterna.
År 2024 var han en av programledarna för debattprogrammet Teodorescu & Suhonen i SVT.